# فولادزره
فولادزره نام یک دیو به صورت یک عفریت بزرگ شاخدار در داستان امیرارسلان نامدار است.
امیرارسلان نامدار یکی از داستان‌های تخیلی بومی فارسی نوشته محمدعلی نقیب‌الممالک در زمان قاجار است. نقیب‌الممالک احتمالاً این نام را از یک نثر حماسی قدیمی‌تر فارسی به نام رموز حمزه گرفته‌است.
در این داستان، فولادزره در هوا گشت می‌زند و زنان زیبا را نشان کرده و می‌دزدد.
این دیو در آغاز، سرکرده لشکر ملک خازن، شاه پریان و فرمانروای دشت زهرگیاه، بود.
مادر فولادزره که جادوگری بسیار توانا بود تن و بدن فولادزره را به وسیله افسون و طلسمی، نسبت به همه سلاح‌ها آسیب‌ناپذیر ساخت به جز یک سلاح به نام شمشیر زمردنگار.
در پایان داستان هم فولادزره و هم مادر او به دست امیرارسلان کشته می‌شوند.
در زبان عوام به زنان درشت‌اندام و قوی و نازیبا و پررو اصطلاحاً «مادر فولادزره» گفته می‌شود.